# 地区生产总值
地区生产总值（gross regional product，简称GRP，或者Gross regional domestic product简称GRDP）为一个特定区域（常为一个国家的行政区域）经济产出的指标，指区域内各个产业增加值的总和。一个国家的生产总值，称作国内生产总值，地区生产总值与国内生产总值互相对应，二者仅区域对象不同而已，常统称为“国内生产总值”，简称为“GDP”。
世界各国对地区生产总值的称呼不尽相同，依行政区的名称不同给予不同冠名。以中国内地为例，各省市区、地市州盟、县市区乃至乡镇等各个层次的区划单位，对辖区内的生产总值常统称为“地区生产总值”，自治区也有称之为“区内生产总值”，县则称之为“县内生产总值”等等称呼差异。美国各州，常称之为“gross state product”意即“州内生产总值”。印度各邦，则称之为“gross state domestic product”意即“邦内地区生产总值”或“邦内生产总值”；日本都道府县则称之为“县内生产总值”。世界各国对政区内生产总值的称呼均依行政区名称的不同给予不同的称呼。